# 亚大伯斯
亚大伯斯是诺斯替主义教派所相信存在的一个邪恶神和巨匠造物主，在《约翰密传》中有所涉及。有时亚大伯斯以动物形态呈现，有狮子头和蛇的身体。亚大伯斯也被认为是把灵活困在身体和物质世界中的假神。